# أل سيمونز
أل سيمونز هو لاعب هوكي الجليد كندي، ولد في 25 سبتمبر 1951.

## وصلات خارجية
- أل سيمونز على موقع دوري الهوكي الوطني (الإنجليزية)
- أل سيمونز على موقع قاعة مشاهير الهوكي (لاعب أن.إتش.أل) (الإنجليزية)
- أل سيمونز على موقع EliteProspects.com (الإنجليزية)
- أل سيمونز على موقع HockeyDB.com (الإنجليزية)
- أل سيمونز على موقع Hockey-Reference.com (الإنجليزية)